# پا-دو-کاله

پا-دو-کاله (به فرانسوی: Pas-de-Calais) شصت و دومین شهرستان فرانسه است. شهرستان پا-دو-کاله در شمال این کشور قرار دارد. این شهرستان زیرمجموعه ناحیه شمال کاله می‌باشد. مساحت این شهرستان  ۶٬۶۷۱  کیلومتر مربع و جمعیت آن ۱٬۴۵۳٬۳۸۷ نفر است. این شهرستان دارای معادن زغال سنگ می‌باشد.